# Ernst Ziegler (Historiker)
Ernst Ziegler (* 1938 in St. Gallen) ist ein Schweizer Historiker, Archivar und Paläograph.

## Leben und Wirken
Ernst Ziegler ist Bürger von Gaiserwald, Rotmonten und St. Gallen. Er wuchs als Sohn eines Bankangestellten in St. Josefen auf. Da er zunächst Lehrer werden wollte, besuchte er das Lehrerseminar in Rorschach. Danach studierte Ziegler Geschichte, Germanistik, Philosophie und Kunstgeschichte in Basel, besonders bei Edgar Bonjour und Karl Jaspers, und in Paris. 1974 erschien seine von Werner Kaegi betreute Dissertation über Jacob Burckhardts Vorlesung über die Geschichte des Revolutionszeitalters; seine Ausbildung zum Archivar absolvierte er in Basel und Paris.
Von 1971 bis zur Pensionierung 2003 war Ziegler Stadtarchivar von St. Gallen. In dieser Funktion schrieb er zahlreiche Bücher und Aufsätze zur St. Galler Geschichte, besonders der Frühen Neuzeit und der Zeitgeschichte, und er leitete Schriftenlesekurse. Darüber hinaus lehrte er an der Universität Zürich (Seminare zur Rechtsgeschichte, 1987 bis 1994), der Universität Konstanz (Übungen zur Paläographie, 1989 bis 1997) und insbesondere der Universität St. Gallen (öffentliche Vorlesungen zur St. Galler Geschichte und Seminare zur Rechtsgeschichte, 1987 bis 2003). 1996 erhielt er den Status eines Privatdozenten der Universität St. Gallen, indem seine Edition des St. Galler Stadtbuchs von 1673 für die Sammlung Schweizerischer Rechtsquellen als Habilitationsleistung anerkannt wurde.
Ziegler war Präsident der Betriebskommission der Stiftung St. Galler Museen (1981 bis 2001) und Stiftungsrat der Rechtsquellenstiftung des Schweizerischen Juristenvereins (1988 bis 2002). Für seine Tätigkeit als Präsident des Vereins für Geschichte des Bodensees und seiner Umgebung (1979 bis 1987) wurde er mit der Ehrenmitgliedschaft und einer Festschrift geehrt und 2024 zum Ehrenpräsidenten ernannt.
Nach seiner Pensionierung verlagerte Ziegler seinen Arbeitsschwerpunkt von der Geschichte auf die Philosophie. Er wirkt an der kritischen Gesamtausgabe der Werke Jacob Burckhardts mit und edierte wesentliche Teile des handschriftlichen Nachlasses von Arthur Schopenhauer.

## Publikationen (Auswahl)

### Landesgeschichte
- Zur Geschichte von Stift und Stadt St. Gallen. Ein historisches Potpourri (= Historischer Verein des Kantons St. Gallen. Neujahrsblatt. Band 143). VGS Verlagsgemeinschaft, St. Gallen, 2003.
- St. Gallen und der Bär (= Bogendrucke aus dem Haus „Zur Grünen Thür“. Band 9). St. Gallen, 2001, ISBN 3-9520021-9-4.
- Altes Stadtarchiv (Bücher). Stadtarchiv (Vadiana). Unter Mitwirkung von Ursula Hasler und Monika Rüegger. Stadtarchiv (Vadiana), St. Gallen, 2000.
- Die Tore der Stadt St. Gallen. Sabon-Verlag, St. Gallen, 2000, ISBN 3-907928-27-X.
- Zur Geschichte der Helvetik (1798–1803) in der Stadt St. Gallen. Stadtarchiv (Vadiana), St. Gallen, 1998. Darin auf S. 19–29: Chronologische Aufzeichnungen zur Zeitgeschichte von Georg Leonhard Hartmann, bearb. v. Ernst Ziegler.
- Hans Richard von Fels. Auszüge aus seinen Tagebüchern 1939 bis 1945. Stadtarchiv (Vadiana), St. Gallen, 1998, ISBN 3-907928-18-0.
- Das Stadtbuch von 1673 (= Sammlung Schweizerischer Rechtsquellen, Abt. 14: Die Rechtsquellen des Kantons St. Gallen, Teil 2, Reihe 1. Band 2). Sauerländer, Aarau, 1996, ISBN 3-7941-4189-X (Digitalisat)
- Gaiserwald in alten Ansichten. Sabon-Verlag, St. Gallen, 2. erweiterte Auflage 1996, ISBN 3-907928-06-7.
- Zusammen mit Marcel Mayer: Materialien zur Geschichte der Stadt St. Gallen in den dreissiger und vierziger Jahren. St. Gallen, 1995.
- Erker in St. Gallen. St. Gallen, 1994, ISBN 3-9520717-0-6.
- Zusammen mit Peter Ochsenbein und Hermann Bauer: Rund ums „Blaue Haus“ – von Klosterbrüdern, Kaufleuten, Büchern und Buchhändlern. Ophir-Verlag, St. Gallen, 1993, ISBN 3-907187-02-4.
- Die Milizen der Stadt St. Gallen. Verlag E. Löpfe-Benz AG, Rorschach, 1992, ISBN 3-85819-165-5.
- Sitte und Moral in früheren Zeiten. Zur Rechtsgeschichte der Reichsstadt und Republik St. Gallen. Thorbecke, Sigmaringen, 1991, ISBN 3-7995-4125-X.
- Tablat und Rotmonten. Zwei Ortsgemeinden der Stadt St. Gallen. Mit Beiträgen von Albert Egger, Ernst Ehrenzeller, Lorenz Hollenstein, Arthur Kobler, Marcel Mayer, Ernest Menolfi, Paul Staerkle, Josef Tannheimer. St. Gallen, 1991.
- Apotheken und Apotheker im Bodenseeraum. Festschrift für Ulrich Leiner (= Bodensee-Bibliothek. Band 35 – Schriften des Vereins für Geschichte des Bodensees und seiner Umgebung. Sonderband). Hrsg. v. Ernst Ziegler. Thorbecke, Sigmaringen 1988, ISBN 3-7995-5033-X.
- Weihnacht und Neujahr im alten St. Gallen. Genossenschaft Typografia, St. Gallen, 1988.
- Kunst und Kultur um den Bodensee. Zehn Jahre Museum Langenargen. Festgabe für Eduard Hindelang. Hrsg. v. Ernst Ziegler. Thorbecke, Sigmaringen, 1986, ISBN 3-7995-4099-7.
- Zusammen mit Roland Wäspe: Der St. Galler Maler Daniel Ehrenzeller (1788–1849). Thorbecke, Sigmaringen, 1986.
- Zusammen mit Carl Akermann u. a.: Straubenzeller Buch. VGS Verlagsgemeinschaft, St. Gallen, 1986, ISBN 3-7291-1036-4.
- Zusammen mit Edgar Heilig: Geschichte der Häuser „Zum Goldapfel“ – „Zum Tiefen Keller“ und ihre Bedeutung im Stadtbild. Debrunner AG, St. Gallen, 1985.
- Zusammen mit Johannes Duft: St. Gallen, Kloster und Stadt (= Schweizer Heimatbücher. Band 187). Verlag Paul Haupt, Bern, 1984, ISBN 3-258-03263-7.
- Kostbarkeiten aus dem Stadtarchiv St. Gallen in Abbildungen und Texten. VGS Verlagsgemeinschaft, St. Gallen, 1983, ISBN 3-7291-1022-9.
- Das große Mandat der Stadt St. Gallen von 1611. Obrigkeitliche Vorschriften über Kirchenbesuch, Essen und Trinken, Kleider, Schmuck, Verlobung und Hochzeit. Mit einer vollständigen Wiedergabe des Mandats in Originalgröße und einem Kommentar. VGS Verlagsgemeinschaft, St. Gallen, 1983, ISBN 3-7291-1018-7.
- St. Gallen vor 1800 in Abbildungen des Lindauer Zeichners und Kupferstechers Johann Conrad Mayr. VGS Verlagsgemeinschaft, St. Gallen, 1982.
- St. Gallen in alten Ansichten. Europäische Bibliothek, Zaltbommel, 1980, ISBN 90-288-0883-3.
- Bürgler Archiv. Stadtarchiv (Vadiana). St. Gallen, 1980.
- Archivführer. Stadtarchiv (Vadiana). St. Gallen, 1979.
- Kutschen, Tram und Eisenbahn: 75 Postkarten aus der Sammlung Kurt Kühne, ausgewählt, kommentiert und eingeleitet von Ernst Ziegler, Vorwort von Michael Guggenheimer. VGS, St. Gallen auf alten Postkarten, 1. St. Gallen, 1979.
- Vier Pläne zur baulichen Entwicklung der Stadt St. Gallen aus den Jahren 1828, 1830, 1860 und 1880. (= St. Galler Pläne und Ansichten. 1. Folge). SGV St. Galler Verlagsgemeinschaft, St. Gallen, 1978.
- St. Galler Gassen. Dreiunddreißig Kurzbeschreibungen aller Gassen, Strassen und Plätze von St. Gallens Altstadt, dazu mehr als 50 idyllische und merkwürdige Photos von Michael Guggenheimer. Zusammenstellung und Entwurf von Jost Hochuli. St. Galler Verlagsgemeinschaft, St. Gallen, 1977.
- Aus dem alten St. Gallen. Von Soeldnern, Frowenwirthen, Tabacktrinckhern und Comoedianten (= Reihe z’Sanggale. Band 4). Verlag Leobuchhandlung, St. Gallen, 1975, ISBN 3-85788-407-X.
- Andreas Renatus Högger 1808–1854. Eine biographische Skizze (= Historischer Verein des Kantons St. Gallen, Neujahrsblatt. Band 114). Verlag der Fehr’schen Buchhandlung, St. Gallen, 1974.
- Georg Leonhart Hartmann: Beschreibung der Stadt St. Gallen mit Zeichnungen von Johann Jacob Rietmann. Hrsg. v. Ernst Ziegler unter Mitwirkung von Peter Wegelin. Verlag Zollikofer & Cie., St. Gallen, 1972, ISBN 3-85993-006-0.

- Über das Säcken in der Reichsstadt und Republik St. Gallen. In: Schriften des Vereins für Geschichte des Bodensees und seiner Umgebung. 131. Jg. 2013, S. 135–153 Digitalisat
- Arthur Schopenhauer. Seine Reisen an Rhein und Bodensee. In: Schriften des Vereins für Geschichte des Bodensees und seiner Umgebung. 129. Jg. 2011, S. 201–216 (Digitalisat)
- Frankreich, Preussen und St. Gallen. Die französischen Könige und St. Gallen. In: Schriften des Vereins für Geschichte des Bodensees und seiner Umgebung. 127. Jg. 2009, S. 85–112 (Digitalisat)
- Das St. Galler Urkundenbuch „Chartularium Sangallense“. In: Schriften des Vereins für Geschichte des Bodensees und seiner Umgebung. 126. Jg. 2008, S. 27–34 (Digitalisat)
- Jacob Burckhardt am Bodensee – Der Basler Historiker und Universitätslehrer, seine Vorlesungsmanuskripte und die Nachschriften seiner Zuhörer. In: Schriften des Vereins für Geschichte des Bodensees und seiner Umgebung. 123. Jg. 2005, S. 113–127 (Digitalisat)
- Nachruf auf Johannes Duft, in: Schriften des Vereins für Geschichte des Bodensees und seiner Umgebung, 122. Jg. 2004, S. XXIII–XXVI (Digitalisat)
- Das Chräsrecht. Ungehorsame Bauern gegen Obrigkeit und Rechtsgelehrte. In: Schriften des Vereins für Geschichte des Bodensees und seiner Umgebung. 121. Jg. 2003, S. 41–82 (Digitalisat)
- Pietismus und Bücherverbrennung im alten St. Gallen. In: Schriften des Vereins für Geschichte des Bodensees und seiner Umgebung. 117. Jg. 1999, S. 207–225 (Digitalisat)
- Ansprache zum Tod von Eberhard Tiefenthaler. In: Schriften des Vereins für Geschichte des Bodensees und seiner Umgebung. 113. Jg. 1995, S. V–VII (Digitalisat)
- Die Kirchenbücher im Stadtarchiv St. Gallen. In: Schriften des Vereins für Geschichte des Bodensees und seiner Umgebung. 97. Jg. 1979, S. 53–72 (Digitalisat)
- Der Zug der stadtsanktgallischen Hilfstruppen nach Bern im Jahre 1798. In: Schriften des Vereins für Geschichte des Bodensees und seiner Umgebung. 94. Jg. 1976, S. 19–56 (Digitalisat)

### Arthur Schopenhauer
- Ernst Ziegler: Drei Miniaturen zu Schopenhauer und Platon, Aristoteles, Plotin, sowie eine Explicatio, Ernst Ziegler und Arthur Schopenhauer. BoD, Norderstedt, 2020, ISBN 978-3-7519-8493-5.
- Arthur Schopenhauer: Philosophari. Zettelsammlung aus dem Nachlass. Hrsg. v. Ernst Ziegler unter Mitarbeit von Anke Brumloop und Jochen Stollberg. Königshausen & Neumann, Würzburg 2019, ISBN 978-3-8260-6865-2.
- Arthur Schopenhauer: Et In Arcadia Ego – Arthur Schopenhauer und Italien. Hrsg. v. Ernst Ziegler unter Mitarbeit von Anke Brumloop. Königshausen & Neumann, Würzburg 2018, ISBN 978-3-8260-6634-4.
- Arthur Schopenhauer: Cholerabuch. Philosophische Notizen aus dem Nachlass. Hrsg. v. Ernst Ziegler unter Mitarbeit von Anke Brumloop, Clemens Müller und Manfred Wagner. Königshausen & Neumann, Würzburg 2017, ISBN 978-3-8260-6208-7.
- Arthur Schopenhauer: Cogitata. Philosophische Notizen aus dem Nachlass. Hrsg. v. Ernst Ziegler unter Mitarbeit von Anke Brumloop, Clemens Müller und Manfred Wagner. Königshausen & Neumann, Würzburg 2017, ISBN 978-3-8260-6135-6.
- Arthur Schopenhauer: Pandectae. Philosophische Notizen aus dem Nachlass. Hrsg. v. Ernst Ziegler unter Mitarbeit von Anke Brumloop und Manfred Wagner. Verlag C. H. Beck, München 2016, ISBN 978-3-406-68370-1.
- Arthur Schopenhauer: Spicilegia. Philosophische Notizen aus dem Nachlass. Hrsg. v. Ernst Ziegler unter Mitarbeit von Anke Brumloop und Manfred Wagner. Verlag C. H. Beck, München 2015, ISBN 978-3-406-67114-2.
- Burckhardt und Schopenhauer. Eine Anthologie. Schwabe Verlag, Basel 2015, ISBN 978-3-7965-3324-2.
- Arthur Schopenhauer: Die Kunst, am Leben zu bleiben. Hrsg. v. Ernst Ziegler. Verlag C. H. Beck, München 2011, ISBN 978-3-406-62112-3 (spanische Übersetzung unter dem Titel: El arte de sobrevivir. Traducción de José Antonio Molina Gómez. Barcelona, 2013).
- Arthur Schopenhauer: Die Kunst, sich Respekt zu verschaffen. Hrsg. v. Ernst Ziegler. Verlag C. H. Beck, München 2011, ISBN 978-3-406-61606-8.
- Arthur Schopenhauer: Über den Tod. Gedanken und Einsichten über letzte Dinge. Hrsg. v. Ernst Ziegler. Verlag C. H. Beck, München 2010, ISBN 978-3-406-60567-3 (portugiesische Übersetzung unter dem Titel: Sobre a morte: pensamentos e conclusões sobre as últimas coisas. Tradução Karina Jannini. São Paulo, 2013).
- Arthur Schopenhauer: Senilia, Gedanken im Alter. Hrsg. v. Franco Volpi und Ernst Ziegler. Verlag C. H. Beck, München 2010, 2. Aufl. 2015, ISBN 978-3-406-59645-2 (spanische Übersetzung unter dem Titel: Senilia, Reflexiones de un anciano. Traducción de Roberto Bernet. Barcelona, 2010).
- Arthur Schopenhauer: Die Kunst, alt zu werden oder Senilia. Hrsg. v. Franco Volpi aufgrund der Transkription von Ernst Ziegler. Verlag C. H. Beck, München 2009, ISBN 978-3-406-58695-8.

### Jacob Burckhardt
- Jacob Burckhardt: Das Zeitalter Friedrichs des Großen. Hrsg. v. Ernst Ziegler mit einem Essay von Hans Pleschinski. Verlag C. H. Beck, München, 2012, ISBN 978-3-406-63178-8.
- Jacob Burckhardt: Geschichte des Revolutionszeitalters (=Jacob Burckhardt Werke. Band 28). Aus dem Nachlass Hrsg. v. Wolfgang Hardtwig, Simon Kießling, Bernd Klesmann, Philipp Müller und Ernst Ziegler. Verlage C. H. Beck, München, und Schwabe, Basel, 2009, ISBN 978-3-406-59186-0.
- Jacob Burckhardt: Über das Studium der Geschichte. Der Text der „Weltgeschichtlichen Betrachtung“. Nach der Handschrift hrsg. v. Peter Ganz auf Grund der Vorarbeiten von Ernst Ziegler. Verlag C. H. Beck, München, 1982; Sonderausgabe 1987, ISBN 3-406-08279-3.
- Ernst Ziegler: Jacob Burckhardts Vorlesung über die Geschichte des Revolutionszeitalters in den Nachschriften seiner Zuhörer. Rekonstruktion des gesprochenen Wortlauts. Schwabe Verlag, Basel, 1974, ISBN 3-7965-0594-5.

## Bibliographie
- Ernst Ziegler: Drei Miniaturen zu Schopenhauer und Platon, Aristoteles, Plotin, sowie eine Explicatio, Ernst Ziegler und Arthur Schopenhauer. BoD, Norderstedt 2020, S. 163 f. (zu Schopenhauer, 2009 bis 2020).
- Ernst Ziegler, Monika Rüegger: Bibliographie Ernst Ziegler (bis 2004). St. Gallen 2004.

## Festschriften
- Eduard Hindelang (Hrsg.): Föhn am See. Ernst Ziegler gewidmet vom Vorstand des Vereins für Geschichte des Bodensees und seiner Umgebung. Tettnang 1989.
- Marcel Mayer, Stefan Sonderegger, Hans-Peter Kaeser (Hrsg.): Lesen – Schreiben – Drucken. Für Ernst Ziegler. Sabon-Verlag, St. Gallen 2003, ISBN 3-907928-37-7.